# К-10
Электровоз К-10 — контактный узкоколейный шахтный электровоз, предназначенный для эксплуатации на шахтных и промышленных узкоколейных железных дорогах, электрифицированных по системе постоянного тока напряжением 250 В. Используется преимущественно для перевозки составов вагонеток по подземным рельсовым путям угольных шахт и рудников, неопасных по взрыву газа и пыли, но также применяется и в наземной эксплуатации на различных электрифицированных УЖД промышленных предприятий.
Первый электровоз этой серии был выпущен в 1971 году на Александровском машиностроительном заводе, с 1973 года по настоящее время выпускается серийно. В 2011 году был выпущен юбилейный локомотив этой серии с номером 5555. На данный момент электровозы этой серии являются самыми распространёнными шахтными электровозами на территории России. Аналогичные электровозы, имеющие обозначение серии КН-10 и небольшие конструктивные отличия, выпускаются на Новочеркасском электровозостроительном заводе. Также доработанный аналог производится на заводе ЧАО ПКФ «Амплитуда» под маркировкой 10КА.

## Конструкция
Электровозы К-10 (КН-10) представляют собой локомотивы с двумя ведущими колесными парами, расположенными в одной раме. Кабина машиниста расположена в концевой части электровоза. Электровозы имеют множество модификаций по форме и высоте кабины машиниста, длине кузова, типу токоприёмника и ширине колеи (наиболее распространенными являются модификации под 750 и 900 мм). Как правило, электровозы, поставляемые на наземные предприятия, оборудуются более просторными кабинами машиниста и рассчитаны на большую высоту контактного провода.
Основными составными узлами кузова являются рама и кабина управления. Рама кузова разборной конструкции, выполнена из двух боковин, соединенных литыми буферными брусьями по концам, двумя промежуточными балками и поперечной стенкой. Подвеска рамы — балансирная, состоит из двух наружных и двух внутренних пружин. Для сглаживания продольных колебаний подрессоренной части используются фрикционные амортизаторы. Верхняя часть кабины машиниста сварной конструкции, крепление её к раме осуществляется при помощи болтовых соединений. Кабина остеклена и снабжена стеклоочистителями, внутри имеется аппаратура управления электрическим и пневматическим оборудованием электровоза, а также сидение машиниста.
Длина кузова электровоза базовой комплектации по раме составляет 4520 мм, длина по буферам штыревых сцепок — 4920 мм, длина базы — 1200 мм, ширина кузова — 1350 мм, высота кузова по крыше кабины от головки рельса — 1650 мм. Расстояние от оси сцепного устройства до головки рельса при новых бандажах составляет 320 мм, Расстояние от головки рельса до рабочей поверхности токоприемника в рабочем положении — 1800—2300 мм. Минимальный радиус проходимых электровозом кривых составляет 12 метров.
Управление электровозом можно осуществлять как из кабины машиниста, так и дистанционно. Для дистанционного управления используется контроллер машиниста КМ-7, состоящий из двух переключателей управления: главного и реверсивного. Коммутирующие контакты главного переключателя собраны на базе кулачковых элементов и оснащены дугогасителями. Контакты реверсивного переключателя пальцевые.
Ходовая часть состоит из двух последовательно расположенных колесно-моторных блоков. Каждый блок включает в себя тяговый электродвигатель, колесную пару, цилиндрическо-конический редуктор и две буксы. На одном колесно-моторном блоке установлен датчик скорости. Тяговый двигатель НБ-33/20 постоянного тока расположен на подвеске опорно-осевого типа и представляет собой 4-полюсную электрическую машину с последовательным возбуждением, защищенного рудничного нормального исполнения, с самовентиляцией.
Стандартная модель электровоза снабжена токоприемником ТРН-Н пантографного типа с предохранительным устройством-синхронизатором, пружинным приводом на подъем и с ручным приводом на опускание из кабины.
Рабочая высота токоприёмника составляет от 500 до 1100 мм, масса — 40 кг. Стабилизатор напряжения СН-7 предназначен для преобразования и поддержания в заданных пределах напряжения питания цепей освещения и вспомогательного оборудования.
Электровоз оборудован колодочным тормозом с ручным и пневматическим приводами и электродинамическим реостатным тормозом с ручным приводом от рукоятки контроллера машиниста. Для реостатного пуска и торможения используется пуско-тормозной резистор ПТР-27. Резистор представляет собой блок, состоящий из трех ленточных резисторов рамочного типа, и устанавливается в кузове электровоза.

## Электровозы К-10 Зарайского завода строительных материалов

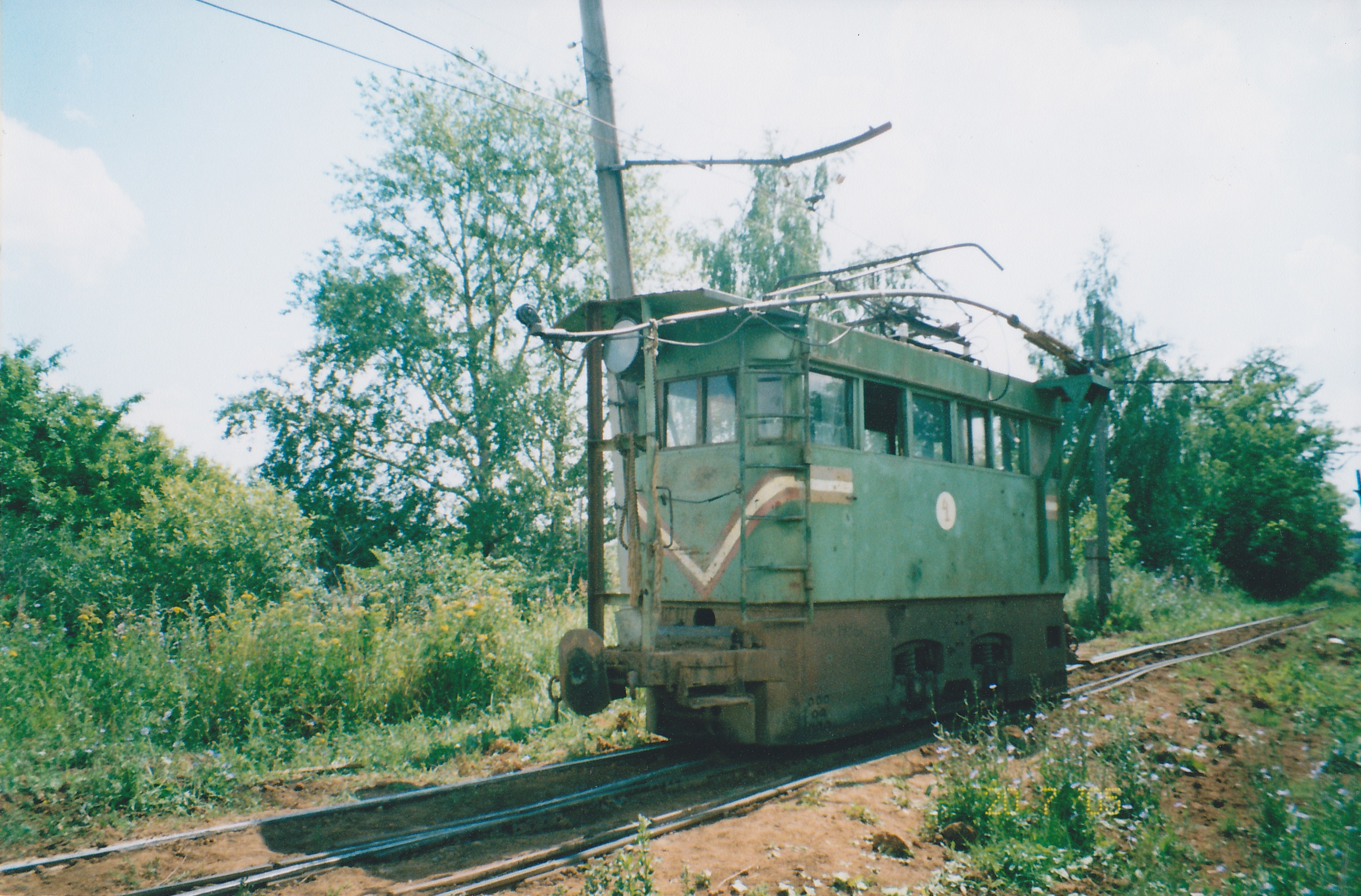
Электровоз № 4 в Зарайске

Один из первых электровозов серии К-10 поступил на Зарайский завод строительных материалов в 1971 году для перевозки песка из карьера на завод, где был подвергнут серьёзной модернизации кузова. Традиционная верхняя часть электровоза и прикреплённая к ней сбоку кабина машиниста была убрана, на её место устанавливалась кабина «дирижабельного» типа во всю длину кузова локомотива. Вход в кабину осуществляется с торца, противоположного пульту управления. Электрооборудование было перенесено под пол, а на крыше были установлены прожекторы и два типа токоприёмников — стандартный и боковой. Боковой токоприёмник выполнен в виде штанги, выдвигаемой вручную помощником машиниста, и используется при движении локомотива в точке погрузки, где подвешивание контактного провода возможно только сбоку от пути. Позднее в Зарайск поступило ещё 4 электровоза (последний локомотив — в 1991 году), которые были подвергнуты аналогичной модернизации.
По состоянию на начало 2000-х годов, самый первый электровоз был списан и порезан, остальные 4 локомотива, получившие инвентарные номера от 1 до 4, использовались для перевозки вагонеток (при этом 2 локомотива находились в эксплуатации, а 2 отстаивались в тупиках). Локомотивы обслуживались бригадой из 2-х человек. По состоянию на 2005 год был отставлен от работы электровоз № 1, а в 2008 — № 2. В конце 2008 года узкоколейная железная дорога закрылась, и электровозы находились в заброшенном состоянии до 2010 года. Один из электровозов было решено сохранить как памятник, остальные вероятнее всего были порезаны на металлолом.

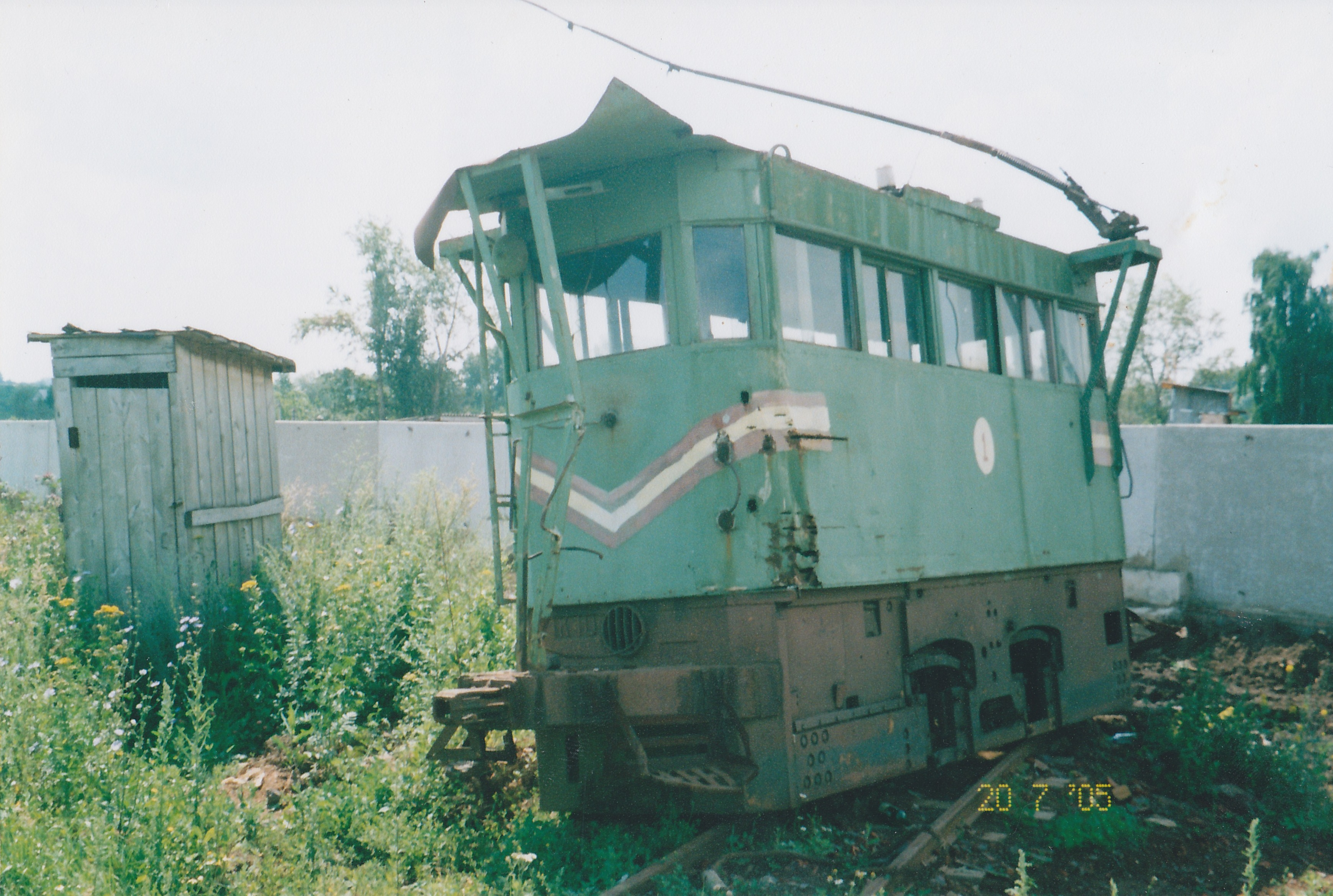
Заброшенный электровоз № 1
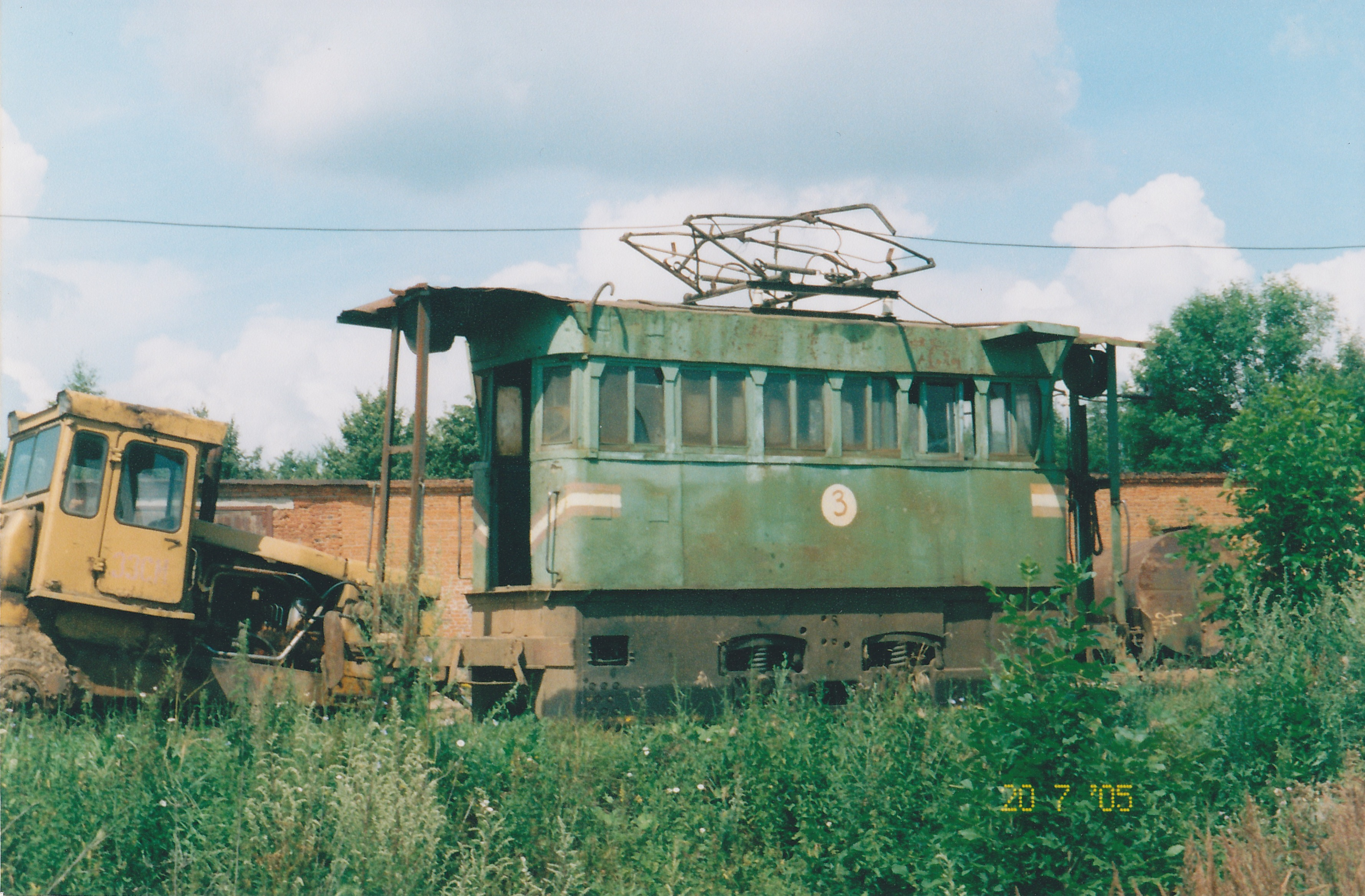
Электровоз № 3
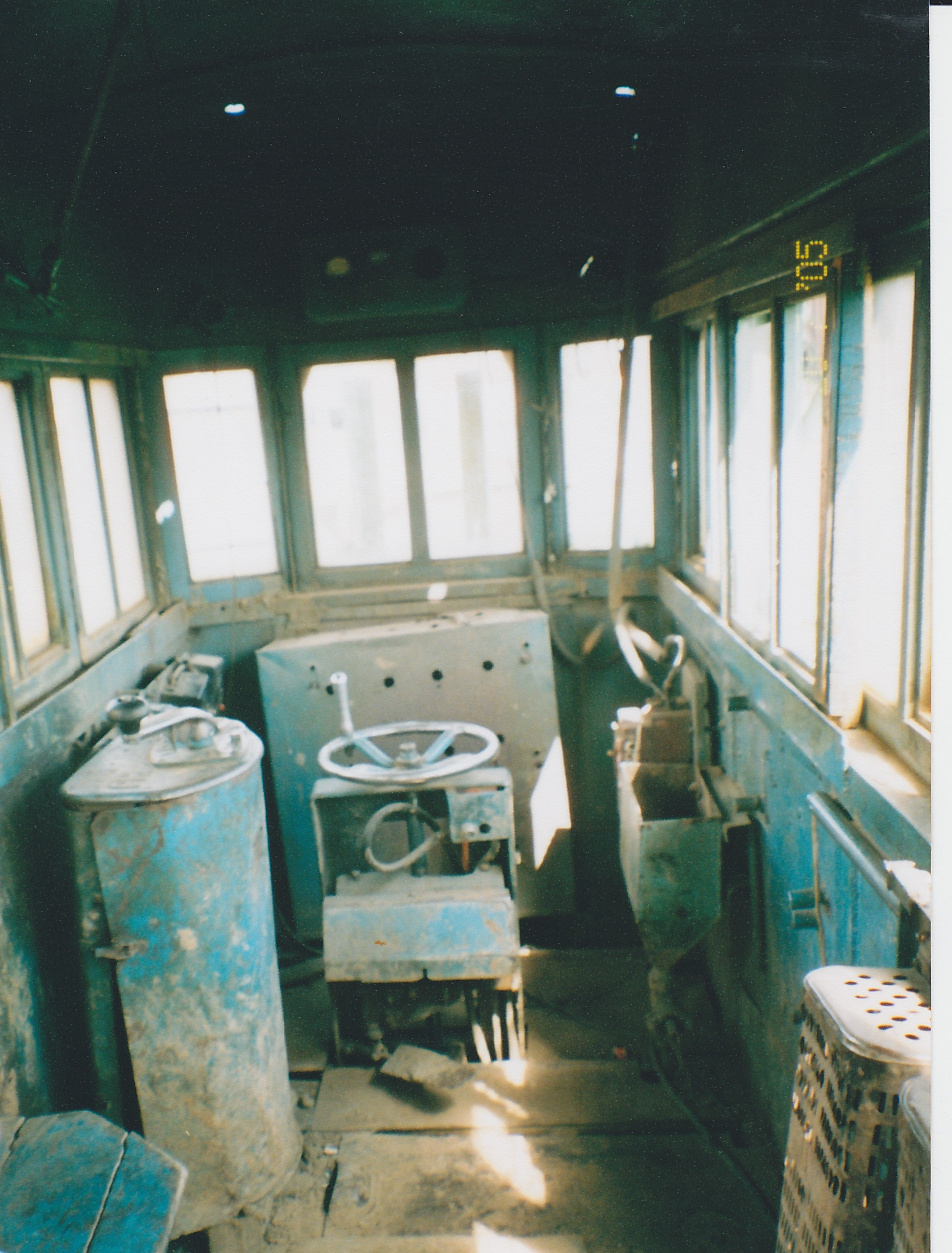
Кабина электровоза № 3